# Bucentaure
|  | No s'ha de confondre amb Bucintoro. |

El Bucentaure va ser un navili de línia de tercera classe pertanyent a l'Armada Imperial Francesa. S'ha fet mundialment famós per haver estat el vaixell insígnia francès durant la batalla de Trafalgar (1805). Massa danyat com per poder ser maniobrat correctament el Bucentaure es va enfonsar durant el temporal que va escombrar la Badia de Cadis poc després d'acabada la batalla.

## Característiques tècniques

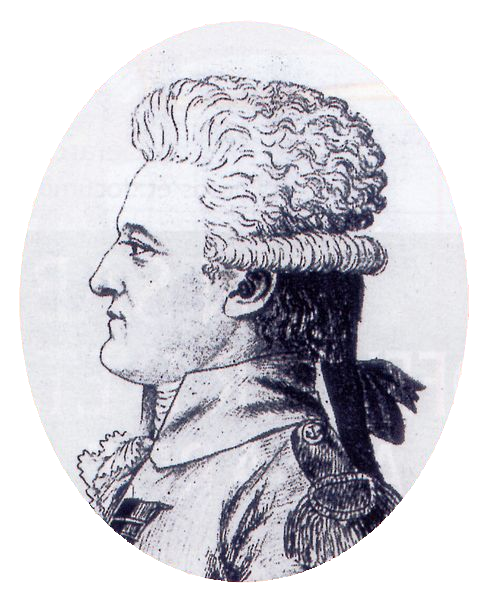
Almirall Pierre-Charles Villeneuve, comandant del Bucentaure i cap de tota l'esquadra combinada hispanofrancesa.

Construït en Toló per Jacques-Noël Sané a partir de 1802, botat a mitjans de 1803 i armat i assignat el 1804, l Bucentaure desplaçava 1630 tones. Com tots els vaixells de la classe 80 "Sané", estava artillat amb 80 canons, dividits en 30 canons de 36 lliures, 32 de 24 lliures i 18 de 12 lliures, a part d'uns altres 6 muntats en carronades (desplaçables per la coberta). Mesurava 59 metres d'eslora, 14 de màniga i 6 de puntal i la seva tripulació completa (en temps de guerra) era de 840 homes.

## Viatge a les Antilles
En entrar en servei el Bucentaure, la França imperial de Napoleó Bonaparte es trobava en guerra contra la Regne de la Gran Bretanya de Jordi III. França comptava amb el suport de l'Espanya de Carles IV i el seu valido Manuel Godoy, que en virtut del tractat de Sant Ildefons aportava vaixells, homes i diners a les forces franceses.
El Bucentaure va ser ràpidament integrat en la principal esquadra francesa, de la qual era comandant en cap Pierre-Charles Villeneuve, i mobilitzat per executar el pla de Napoleó i del seu ministre de Marina decret d'envair Gran Bretanya amb tropes acantonades a Boulogne. Per això calia neutralitzar el domini britànic del Canal de la Mànega durant almenys uns dies.
Es va ordir un pla pel qual la flota francoespanyola atrauria a la principal esquadra anglesa cap a les Antilles, tornant més aviat millor per guanyar uns dies mentre els navilis anglesos travessaven l'Atlàntic de tornada. Pierre-Charles Villeneuve, a bord del Bucentaure i dirigint a la flota aliada, va partir de Cadis el 9 d'abril de 1805. En aigües americanes, es van atacar diversos interessos britànics a la zona i es va tornar al juny.
De tornada a Europa, el 22 de juliol, va tenir lloc la batalla del Cap Finisterre, que va tenir com a conseqüència l'anul·lació dels plans de Napoleó, ja que Villeneuve va posar rumb al port de Cadis, on es va refugiar.

## Consell de guerra a bord del Bucentaure
El 8 d'octubre de 1805 va tenir lloc una reunió al més alt nivell a bord del Bucentaure, fondejat al port de Cadis, entre els comandaments francesos i espanyols de les respectives marines de guerra. Per part francesa, a més del comandant en cap Pierre-Charles Villeneuve, van acudir els almiralls Duman i el contraalmirall Magon, més els capitans de navili Cosmao, Maistral, Villiegris i Prigny. Per part espanyola van estar presents el cap de la flota Federico Gravina, el tinent general Àlaba, general Churruca, el brigadier Alcalá Galiano i els caps d'esquadra Escó i Cisneros.
En aquesta reunió, el general Escó va actuar com a portaveu de la part espanyola, i va recomanar als comandaments francesos romandre a Cadis per diversos motius: els baròmetres indicaven un deteriorament del temps que dificultaria les seves maniobres, la proximitat de l'hivern desgastaria a la flota anglesa que bloquejava Cadis, mentre que ells estarien segurs amarrats al port, a més, el vent era advers, ja que bufava de l'Oest, pel que en cas de combat amb la flota anglesa que els bloquejava estarien en desavantatge.
Van tenir lloc moments de tensió en què l'almirall Magon va acusar de falta de valentia als comandaments espanyols (en dir Escó "el baròmetre baixa ràpidament ", Magon suposadament va respondre "aquí el que baixa és el valor"), però finalment va tenir lloc una votació a petició de Villeneuve, i per aclaparadora majoria es va decidir romandre al port.
Napoleó va decidir substituir Pierre-Charles Villeneuve per l'almirall Rossily, al qual va enviar camí de Cadis. En assabentar-el primer, va canviar d'opinió i s'afanyà a sortir del port. És probable que busqués desesperadament congraciar-se amb el seu emperador en una incerta batalla abans que li rellevaren en el comandament. De qualsevol manera, tot i que oficialment el que intentaven era dirigir-se a Nàpols, la trobada amb la flota d'Horatio Nelson va ser inevitable.

## Batalla de Trafalgar
El Bucentaure era el vaixell insígnia que dirigia als 32 navilis espanyols i francesos. En el moment d'entrar en foc, estava situat al centre de la línia, precedit pel Santíssima Trinitat espanyol i seguit pel Redoute francès.
En un primer moment, Horatio Nelson va intentar col·locar el seu vaixell davant de la nau insígnia. En endevinar les seves intencions, aquest va apressar la marxa tancant el buit, de manera que finalment la columna anglesa va penetrar a la línia aliada darrere del Bucentaure, que va rebre la seva primera gran andanada d'artilleria per la popa, procedent dels canons del HMS Victory anglès, comandat directament per Horatio Nelson. Aquesta andanada va matar a 197 marins i va ferir a altres 85, decidint el destí final del Bucentaure, que ja no va tenir els mitjans de recuperar una posició de dominació en el combat. El Bucentaure, igual que el Santíssima Trinitat i el Redoute, es van veure ràpidament envoltats per un gran nombre de navilis anglesos, que van vèncer en poques hores. Mentrestant, gran part dels navilis francoespanyoles de l'avantguarda i la rereguarda no van combatre o ho van fer molt feblement. El navili britànic a qui l Bucentaure va acabar per rendir després de tres hores de combat borda contra borda va ser el HMS Conqueror, comandat pel capità Israel Pellew. L'Almirall Villeneuve va celebrar l'honor de rendir-se davant l'il·lustre capità Edward Pellew, però el capità britànic James Atchery, que per haver capitanejat als Royal Marines durant l'abordatge era qui tractava directament amb Villeneuve en el moment de la rendició, va haver de corregir i assenyalar-li que es tractava en realitat d'Israel Pellew, germà del més cèlebre Edward Pellew.

### Ordres emeses pel Bucentaure
Des dels prolegòmens de la batalla (19 d'octubre, moment de salpar de Cadis), eren els pals del Bucentaure els que emetien les ordres a tota la flota.
20 Octubre
- 30/12 Senyal d'unió de la flota.
- 13.00 S'ordena a la flota (que navegava paral·lela a la costa de Cadis, cap al sud) formar en dues línies.
- 17.30 Senyal de xafarranxo de combat.
- 20.30 S'ordena formar línia de batalla.

21 Octubre
- 08.00 En albirar a la flota anglesa, s'ordena a tota l'esquadra virar en rodó, posant rumb al nord.
- En començar la batalla: s'ordena a tots els vaixells que no estiguin combatent que entrin en combat.
- 13.50 S'ordena a l'almirall Duman (que s'allunyava de la batalla amb quatre navilis) que vagi al combat. Duman va ignorar l'ordre.
- 15.45 S'arria la bandera del Bucentaure, rendint-se amb 197 morts i 85 ferits a bord.

El navili va ser capturat pels anglesos, encara que més tard la tripulació es va rebel·lar i va reprendre el control de la nau que, sense veles i sense possibilitat de dirigir-se, es va enfonsar davant la costa de Cadis.

## El Bucentaure d'Auguste Mayer

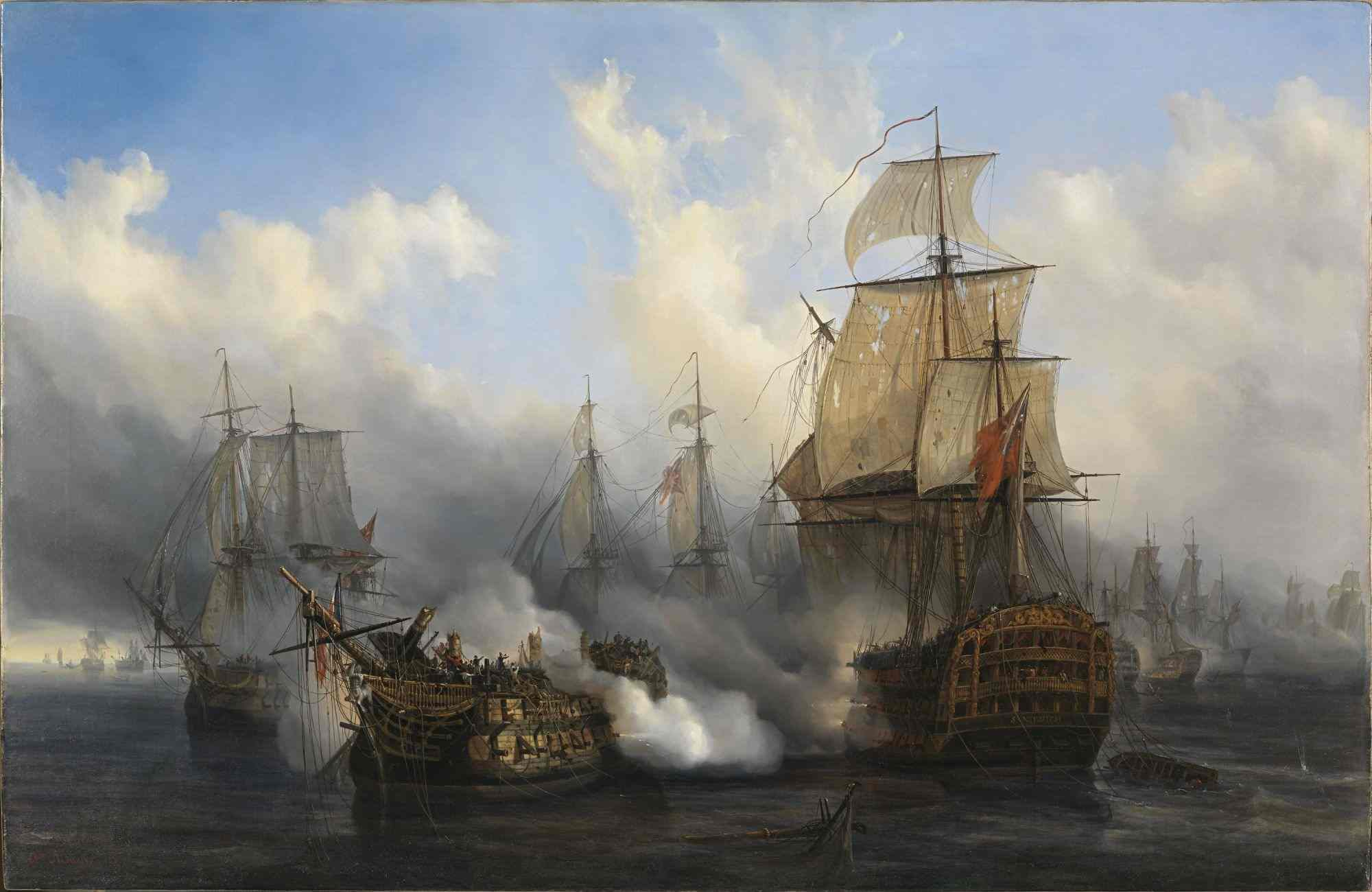
Pintura d'Auguste Mayer representant al Bucentaure rebent una andanada del HMS Sandwich (però el pintor ha comès un error, ja que el HMS Sandwich va ser retirat del servei actiu el 1797 i mai va poder combatre un vaixell botat el 1803 com el Bucentaure).

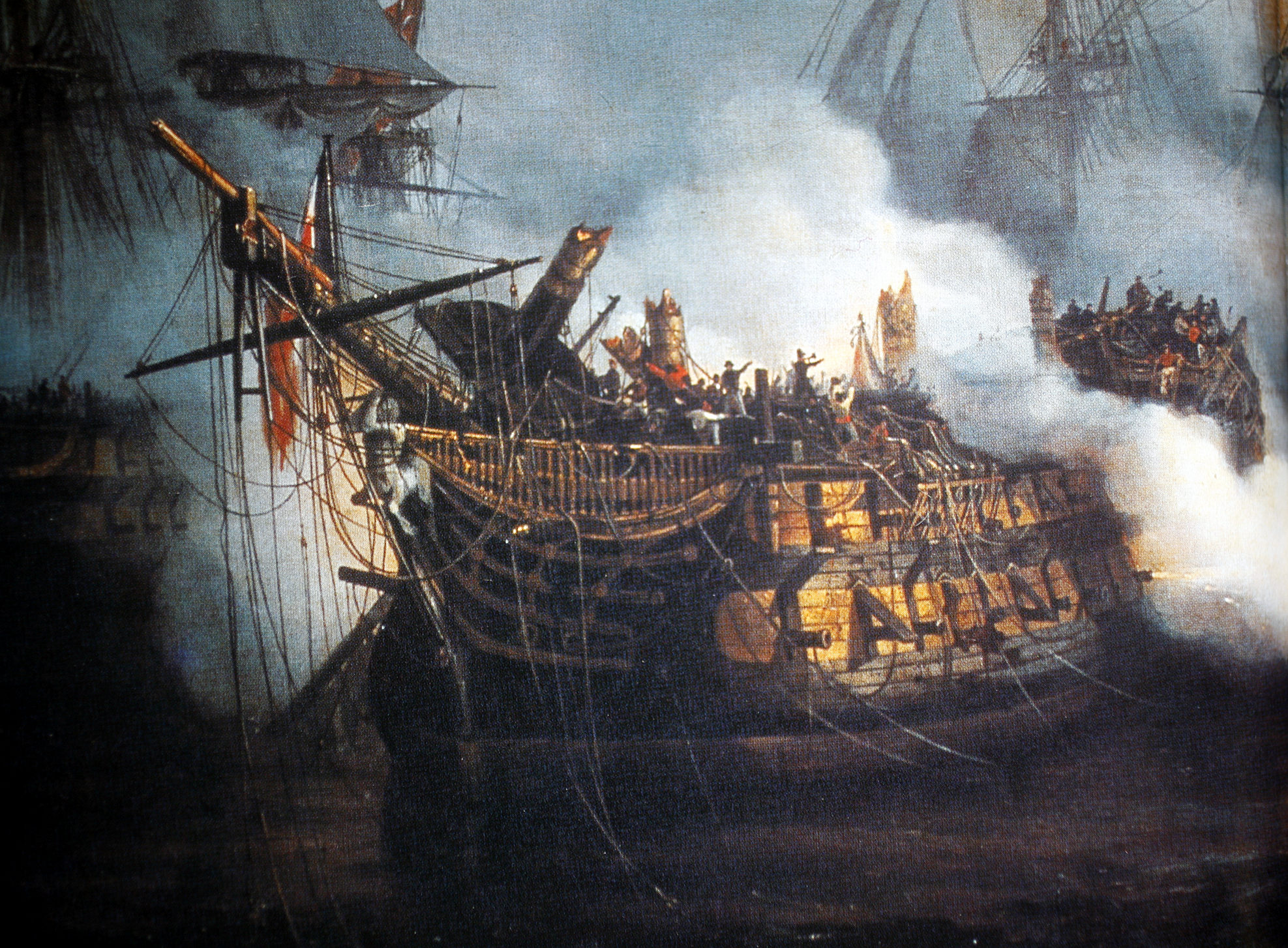
Detall augmentat del Bucentaure, en la pintura de Mayer.

En 1836 el pintor francès Auguste Mayer va pintar una sèrie de sis quadres a l'oli que mesuraven 105 cm d'alt per 162 d'ample. En ells l'artista va representar diferents moments en què el Bucentaure va combatre a cinc vaixells britànics durant la batalla de Trafalgar. En un d'aquests quadres, visible aquí a la dreta, Mayer va representar al Bucentaure completament desarborat i lluitant amb totes les seves forces després de dues hores de combat. En segon pla, darrere a l'esquerra, el Redoute combat al HMS Victory i al HMS Temeraire. El navili anglès representat en primer pla, a la dreta de la imatge, és el HMS Sandwich, però el pintor ha comès un error, ja que aquest vaixell va ser retirat del servei actiu en 1797 i mai participar en la batalla de Trafalgar, a més que mai podria haver combatut amb l Bucentaure, un vaixell botat sis anys després que l'HMS Sandwich fos retirat del servei. S'ha dit també que el navili francès aquí representat no és l Bucentaure sinó que és el Redoute però el Bucentaure és aquí fàcilment identificable pel bucentaure del seu mascaró de proa.